# Дом хоральной синагоги (Чернигов)
Дом хоральной синагоги — памятник истории, вновь выявленный в Чернигове. Сейчас в здании размещается Черниговский областной молодёжный театр.

## История
Здание не имеет собственной «территории памятника» и расположено в «комплексной охранной зоне памятников исторического центра города», согласно правилам застройки и использования территории. На здании не установлена информационная доска.

## Описание
В 1876 году на углу Воздвиженской и Мстиславской улиц была построена синагога, после пожара синагоги на Богоявленской (сейчас Шевченко). Архитектор — М. С. Щетинский.
Каменный, 2-этажный, прямоугольный в плане дом. Фасад над входом увенчан фронтоном, имеет округлые и стрельчатые окна. Фасад направлен на юго-восток — к Воздвиженской улице (Родимцева). При входе был построен навес.
Дом имел несколько залов. При синагоге действовала молитвенная школа «Ашкенази». В 1920-х годах синагога была закрыта.
После внутренней перепланировки, в 1938 году здесь разместился Дворец пионеров. Во время Великой Отечественной войны здание было сильно повреждено: выгорело внутри, но уцелело. В начале 1950-х годов здание было восстановлено, где находится Дворец пионеров. В 1970-х годах здесь разместился ДОСААФ, затем курсы гражданской обороны. Был проведен капитальный ремонт и с 1988 года в здании разместился Черниговский областной молодёжный театр. Зал театра рассчитан на 108 мест.
Установлена мемориальная доска заслуженному деятелю искусств Украины Геннадию Сергеевичу Касьянову — на фасаде молодёжного театра, где работал (1988—2018).